# Fàrmac orfe
Un fàrmac orfe és un agent farmacèutic que ha estat desenvolupat concretament per tractar una condició mèdica minoritària, essent referida com una malaltia òrfena.
La assignació d'estat orfe a una malaltia i a qualssevol fàrmacs desenvolupat per a tractar-la és un assumpte de política pública a molts països, i ha aconseguit avanços mèdics que altrament no hagués estat aconseguits pels costos de recerca de fàrmacs i el seu desenvolupament. En el cas de les malalties més rares que afligeixen a menys de 10.000 persones, les empreses de biotecnologia que posseeixen el fàrmac aprovat per tractar aquelles malalties "poden cobrar si fa o no fa qualsevol cosa que volen."

## Definició
Un fàrmac orfe és un agent farmacèutic que ha estat desenvolupat per tractar una condició mèdica minoritària, coneguda com a malaltia minoritària.
Una malaltia minoritària, també referit a com una "malaltia òrfena", és qualsevol malaltia que afecta un percentatge petit de la població.
A Europa es considera malaltia minoritària si afecta a 1 de cada 2.000 persones o 245.000 persones a tota la Unió Europea.

## Legislació
Els fàrmacs orfes generalment segueixen el mateix camí de desenvolupament regulador com qualsevol altre producte farmacèutic, i s'han de testejar en tots els aspectes: pharmacokinetics i pharmacodynamics, dosi, estabilitat, seguretat i eficàcia. Tanmateix, alguns les càrregues estadístiques són menors per exemple, generalment es reconeixen el fet que no sigui possible de provar 1000 pacients en un assaig clínic de fase 3.
Donat que el mercat per qualsevol fàrmac amb abast d'aplicació tan limitat, per definició, en gran part no es rendible per empreses farmacèutiques, alguns governs han escollit intervenir per motivar el desenvolupament d'un fàrmac orfe.
La intervenció dels governs pot agafar una varietat de formes:
- Incentius d'impost.
- Exclusivitat o protecció de patent reforçada i drets de màrqueting.
- Recerca clínica subvencionada.
- Creant un consorci o acord.

### Unió Europea
L'any 2000, la Unió Europea (UE) va generar una legislació similar a la americana, Regulació (EC) 141/2000, el qual refereix als fàrmacs desenvolupats per tractar malalties minoritàries com a "productes medicinals orfes". El estatus de fàrmac orfe concedit per la Comissió europea dona drets de màrqueting exclusiu en la UE per 10 anys després que aprovació. La legislació de la UE és administrada pel Comitè en Productes Medicinals Orfes de l'Agència de Medicines europea (EMA).
A finals del 2007 la FDA i la EMA van acordar utilitzar un procés de sol·licitud comú per ambdues agències per fer més fàcil als fabricants la petició de estat de fàrmac orfe però, mantenint dos processos d'aprovació separats.